# Ageo
Ageo (上尾市?, Ageo-shi) è una città giapponese della prefettura di Saitama.

## Geografia
Situata al centro della prefettura di Saitama, la città è localizzata direttamente a nord rispetto al capoluogo di Saitama.

## Località confinanti
- Prefettura di Saitama
  - Saitama
  - Kawagoe
  - Okegawa
  - Ina
  - Kawajima

## Storia
Ageo-shuku fu una città postale lungo la strada Nakasendō che fiorì durante il periodo Edo. 
La stazione di Ageo venne inaugurata nel 1883, e nel 1889 la cittadina si fuse con i sobborghi di Ageoshimo, Kashiwaza, Kasugayatsu e Yatsu. Successivamente, anche le cittadine di Hirakata e Haraichi e i villaggi di Kamihira, Ōishi e Ōya entrarono a far parte della cittadina di Ageo il 1º gennaio 1955, la quale venne elevata allo status di città nel 1958.
Nel 2001 si tenne un referendum per la proposta di fusione con la città di Saitama, ma vinse la fazione contraria.

## Economia
Ageo fino al XX secolo si è mantenuta economicamente come centro di produzione agricola. Nella seconda metà del ventesimo secolo, fioriscono attività metallurgiche e di produzione di automobili. In particolare, tuttora le aziende principali sono UD Trucks e Bridgestone Cycle. Inoltre, vista la posizione della città, negli ultimi anni la popolazione è in aumento grazie ai rapidi e comodi collegamenti verso Saitama e Tokyo.

## Educazione
- Università Seigakuin
- Ageo possiede 22 scuole elementari, 11 scuole medie e cinque scuole superiori.